# 攝津正
- 攝津正
- 摂津正

攝津 正（せっつ ただし、1982年6月1日 - ）は、宮城県仙台市生まれ、秋田県秋田市出身の元プロ野球選手（投手、右投右打）、野球解説者、YouTuber。
「攝」が旧字のため、報道では新字を使った「摂津」という表記も使用される。

## 経歴

### プロ入り前
仙台市で生まれ、小学校5年生の頃より秋田市に転居。秋田市立高清水小学校、秋田市立将軍野中学校を卒業。
秋田経法大附属高校では1年夏からベンチ入りし、3年時の2000年にはセンバツに出場。当時のチームメイトには加藤光教がいた。
高校卒業後はJR東日本に入社し、東北硬式野球部に所属。3年目から登板機会を増やし、社会人日本選手権東北二次予選では最優秀選手賞を受賞した。2004年からチームのエースとなる。
2004年の都市対抗では、初登板となった1回戦の日本通運戦で8回2/3を2失点で東京ドーム初勝利。社会人7年目だった2007年の都市対抗東北二次予選では4試合に登板し防御率0.89。同年9月には、第37回IBAFワールドカップ台湾大会の日本代表候補選手選考合宿が行われ、JR東北が練習相手を務め攝津が登板し3回無安打無失点。このピッチングが高く評価され、候補選手ではなかったが急遽第37回IBAFワールドカップ日本代表に選出され、予選リーグの第1戦の南アフリカ戦に先発、8回まで7者連続を含む17奪三振を記録し勝ち投手となり、第4戦のパナマ戦、準々決勝のオーストラリア戦、3位決定戦のオランダ戦にも先発で登板し4戦全勝、28回2/3を投げて自責点1（防御率0.31）、奪三振36、同大会優秀投手（右投手部門）に選出された。
2008年、初優勝した東北大会では、3試合完投（うち2試合は完封）してMVPを獲得した。同年7月4日、第79回都市対抗野球の東北第2代表決定試合（TDK戦）に先発。野田正義との投げ合いは延長16回2-2の引き分けで翌日再試合となったが、その再試合にも中盤からリリーフ登板し、最後まで投げきった。2日間で25回350球を投げた。都市対抗野球大会に7度（補強含む）出場。
2008年度プロ野球ドラフト会議で福岡ソフトバンクホークスから5位指名され入団。背番号は50。
当時ソフトバンクの北海道・東北地区担当スカウトだった作山和英によれば、攝津のことは高校2年時から追いかけており「いつも（ドラフト指名候補の）リストには入れていた」ものの、社会人野球では連投が多いため「次の登板を見据えて平均球速を落として投げて」いたことが「上司には『球速が物足りない』と映ってしまう」ため、指名を見送られていたという。しかし2008年にソフトバンクがリーグ最下位に沈み「即戦力リリーフの補強が急務となった」ことから指名に踏み切った。入団時のメディカルチェックでは肩の状態が予想以上に悪かったことが判明したが、致命傷になるほどではなかったため肩のケアに務めたところ、春季キャンプでは140km台後半の球速が常時出せるようになった。

### ソフトバンク時代
2009年、オープン戦の好成績が評価され開幕一軍入りする。5月8日の対埼玉西武ライオンズ戦で、中継ぎ投手として1回1/3を無失点に抑えプロ初勝利。ゲーム終盤で攝津、ブライアン・ファルケンボーグ、馬原孝浩の継投で逃げ切る勝ちパターンが確立し、この勝利の方程式は「SBM」と命名された。オールスターでは、ファン投票中継ぎ部門から新人でただ一人選出され、緊張のあまり整列時のハイタッチを忘れる一幕もあった。第2戦で登板する予定だったが、第1戦で1点リードの8回一死二・三塁の場面で緊急登板し、無失点に抑えた。9月15日、登板63試合で藤岡好明の持つパ新人最多登板記録（62試合）を更新。2日前は発熱で試合を欠場していたが、無死満塁のピンチを併殺と三振で切り抜けた。9月17日には33ホールドを記録し球団記録を更新。10月11日のシーズン最終戦で70試合登板に到達し、1959年の杉浦忠、2000年の吉田修司の69試合を上回って球団新記録を樹立した。林安夫の新人最多登板（71試合）には届かなかったが、70試合は同年のリーグ最多登板で、39ホールドポイントで最優秀中継ぎ投手と新人王のタイトルを獲得した。オフには球団から背番号を篠原貴行の着けていた16に変更するという打診があったが、「50の攝津で覚えられた」と攝津はこれを固辞。年俸は3800万円アップの5000万円で一発更改した。
2010年、前年の疲労や2年目のジンクスが心配されたが、開幕からSBMの一員として盤石の地位を確立した。5月中旬に甲藤啓介が方程式に加わり、SBM48が確立。中盤から終盤には森福允彦、オリックス・バファローズから移籍してきた金澤健人も安定した投球をみせ、ホークスの中継ぎ陣の防御率は12球団唯一の2点台（2.84）だった。攝津はその筆頭格として71試合に登板し、稲尾和久以来となる2年連続70試合登板を達成した。オフの契約更改では年俸1億円を提示されるも、「3年やって一人前の世界」として9500万円で契約した。
2011年、3月11日に発生した東北地方太平洋沖地震で、自身が8年間在籍していたJR東北が被災した際には、義援金を送り、後日見舞いにも行った。シーズンでは前述の2年連続70試合登板の勤続疲労が心配され、本人の意向や右の先発の柱が不在のチーム事情もあり先発に転向。オープン戦や練習試合など、対外試合31イニングで1失点という形で開幕を迎えた。プロ初先発となった4月16日の対西武戦では打ち込まれたものの、2回目の先発となった24日熊本の藤崎台県営野球場での対千葉ロッテマリーンズ戦で8回、103球を投げ3失点で初勝利を挙げた。その後は交流戦で初完投・初完封を達成するなど中継ぎ時代からの安定感は健在で、14勝を挙げ優勝に貢献した。

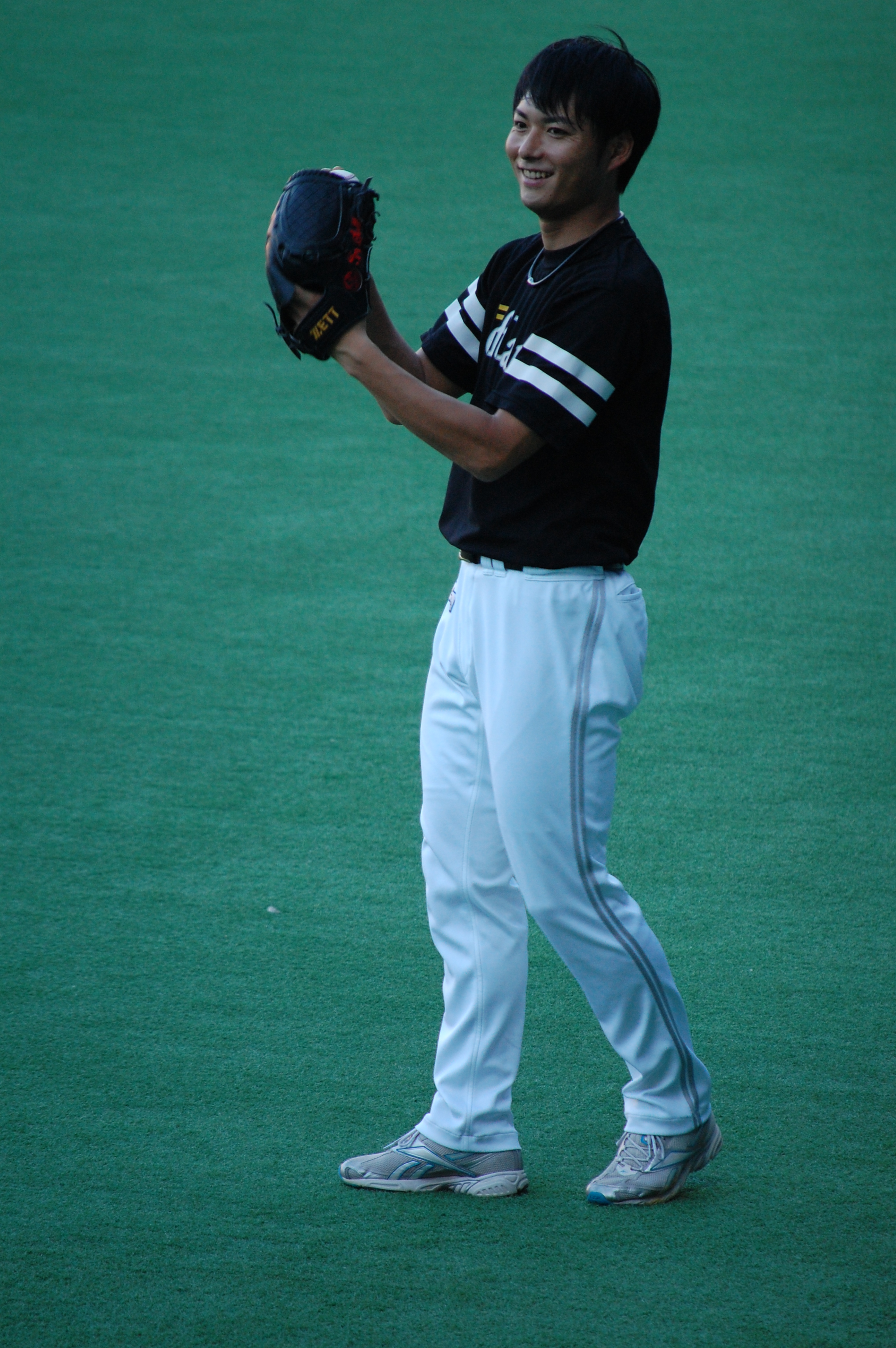
2009年

CS第二ステージでは第2戦に先発し勝利した。このとき第6戦までもつれればリリーフ待機する予定であったが、結果的に3戦で決着がつき中継ぎ登板は無かった。
日本シリーズでは3戦目に先発し7回1失点で勝ち投手になり、5戦目はリリーフ、7戦目もリリーフで登板し計1回1/3を無失点で抑え日本一に貢献した。年俸は1億9000万円と倍増した。
2012年、春季キャンプ開始直後に監督の秋山幸二から開幕投手に指名され、キャンプ・オープン戦でも好調を維持した。開幕10日前に背中の張りを訴えたが、回復して開幕戦に先発し勝利投手となった。その後はソフトバンクのエースとして躍動。地元秋田こまちスタジアムで行われた8月1日の対東北楽天ゴールデンイーグルス戦では完封勝利。8月1日の楽天戦から9月30日の対北海道日本ハムファイターズ戦まで8連勝。両リーグ最多となる17勝を挙げ、最多勝・最高勝率・沢村栄治賞のタイトルを手中に収めた。沢村賞歴代受賞者としては過去最少の完投数である。また、プロ野球史上初となる最優秀中継ぎ投手と沢村賞を持つタイトルホルダーとなった。
シーズンオフの12月4日に、第3回WBC日本代表候補選手34人の候補入りした。
契約更改では、プロ入り5年目では最多年俸となる1億円増の2億9000万円でサインした。
2013年、2月20日に第3回WBC日本代表選手28人が発表され、これに代表入りした。シーズンでは、2年連続で開幕投手を務め、6回1失点で勝利投手となる。交流戦に入ってからはやや調子を落とすものの、それ以降は安定したピッチングを続け、7月27日には日本ハムを相手に完封勝利。この時点で3年連続となる2桁勝利を達成した。夏場以降も、先発投手陣が軒並みノックアウトする中でただ1人力投を続け、9月6日のオリックス戦では2年連続となる15勝目を記録。しかしそれ以降は打ち込まれる試合が目立ち、勝ち星を伸ばすことは出来なかった。最終的に防御率は自己ワーストの3.05、投球回数も先発転向後最少となる162回1/3にとどまったが、勝利数ではリーグ2位タイの好成績を収めた。契約更改では、球界最速の6年目で年俸4億円に到達した。オフに一般女性と結婚。
2014年、この年も開幕投手を務め、7回途中4失点自責点3で、球団史上初の3年連続開幕戦勝利投手となるも、1年を通して不安定な投球が続き、5月には右肩の筋疲労で登録抹消。最終的に4年連続となる2桁勝利こそ達成したものの、防御率、与四球、奪三振のいずれも自己ワーストとなり、規定投球回にも未達となった。特にシーズン終盤は大量失点が続いた。
CSでもファイナルステージ第3戦に先発したが、陽岱鋼の2打席連続を含む3本塁打を打たれるなど2回7失点。一方、日本シリーズでは最終戦となった第5戦に先発し、6回無失点と好投した。オフには現状維持の年俸4億円で契約更改。
2015年、4年連続の開幕投手となり、8回2失点自責点0と好投したが、味方打線の援護に恵まれず敗戦投手となった。その後の前半戦は、前年同様に安定せず、開幕から12試合で4失点以上を7度も記録。特に被本塁打は、6月12日時点で自己ワーストの12本を記録するなど大幅に増えた。同日のセ・パ交流戦、対広島東洋カープ戦で、6回5失点で敗戦投手となったことで二軍降格。成績不振による登録抹消はプロ入り初となった。約1か月二軍で調整（この間、打撃投手も経験した）した後、オールスター明けの7月21日のロッテ戦で一軍復帰。以降は安定感を取り戻し、順調に白星を重ね、9月10日の日本ハム戦で10勝目を上げたことで、5年連続2桁勝利を達成。これ以降は勝ち星を伸ばすことは出来なかったが、最終的に防御率などは前年より改善された。シーズン中に国内FA権を取得したが、行使せずに複数年契約を締結したことをオフに発表した。
2016年、オープン戦の成績は他のローテーション投手より劣っていたものの、過去の開幕戦の相性の良さを買われ5年連続の開幕投手を務める。しかし3回6失点(自責5)と打ち込まれた。4月1日の日本ハム戦では、初回に中田翔に3点本塁打を打たれたが7回を3失点とゲームを作った。しかし3回目の登板となった4月7日のロッテ戦で5回途中7失点と打ち込まれ、試合は合計17失点となり、2002年のダイエー時代以来の不名誉記録となった。この試合終了時点で防御率9.42、WHIP1.98となり、試合終了後二軍落ちとなった。
2017年、日本ハムとのオープン戦で4回無失点と好投したが、読売ジャイアンツとのオープン戦で5回6安打5失点と打ち込まれ、開幕ローテーションから外れる。4月15日の対オリックス戦でシーズン初登板を迎えるが、4回3失点の結果となる。5月6日の対ロッテ戦において、敗戦投手ながらも121球を投げ、2年ぶりの完投を記録するが、その後も状態が上がらず、5月25日から二軍での再調整となった。9月24日に行われた対楽天戦において、4か月ぶりに登板。勝ち星に恵まれなかったが、6回まで無失点の好投をみせる。10月1日の対オリックス戦においては、久々の中継ぎ投手としての登板で、3回を無安打無失点で完全に抑え、2010年以来、7年ぶりのホールドを記録する。ポストシーズンは、横浜DeNAベイスターズとの日本シリーズ第4戦に中継ぎ投手として登板したが1回3失点の内容で、チームは日本一になったものの第5戦、第6戦ではベンチから外れた。
2018年、3年契約の最終年、5月22日の対西武戦で5回で5四球を与えたものの3安打無失点に抑え618日ぶりの一軍での勝利を挙げるも、中13日で登板した次のヤクルト戦では3回ノックアウトと安定せず、6月13日対巨人戦で6回途中まで3安打2失点に抑え2勝目を挙げたが、その後一軍での勝利はなく、2勝4敗防御率5.16でシーズンを終える。11月4日、球団より次年度契約を結ばない選手の1人として発表された。他球団での復活を目指し、みやざきフェニックス・リーグでも懸命に投げたが、オファーはなく、12月29日、引退を決断。後年、引退の決断の要因として肩の状態が悪かったことも語った。
2019年1月8日、福岡ヤフオク!ドームで記者会見を行い、正式に引退した。通算成績は282試合出場79勝49敗1セーブ73ホールド、防御率2.98だった。11月26日、任意引退公示された。
2019年3月2日のオープン戦(阪神戦)前に引退セレモニーが開かれ、ファンへの挨拶とセレモニアルピッチを行った。なお、セレモニアルピッチでは髙谷裕亮とバッテリーを組んだ。

### 引退後
2019年からは当面はフリーの野球解説者として活動、福岡放送などにゲスト解説者として出演しているほか、RKBラジオの『攝津正のつりごはん』というレギュラー番組もスタートした。2021年1月23日に自身のインスタグラムで慢性骨髄性白血病と診断されたことを発表した。2021年5月20日にYouTubeチャンネル『攝津正 SETTSU#50』を開設、22日から動画投稿を開始した。

## 選手としての特徴
フォームはオーソドックスなオーバースローだったが、現在はテイクバックの小さなコンパクトなフォームになっている。平均球速約139km/h、最速148km/hのストレートと緩急2種類のシンカー、スライダー、カーブを投げ分ける。偶にフォークボール、シュート、カットボールも投げていた。
意表をついて内角を狙うストレートを、カウントアップ自己ベスト886点というダーツの腕前を生かした制球力で投げ分け、打者を打ち取っていく。シンカーは三振を奪う際やカウントを取る際など状況に応じて変化を変えており、2009年は投球の76パーセントが低めに集まっていた。リリーフとして起用された2009年から2010年にかけては、平均球速142km/hを記録したストレートで4球に1回近い割合で空振りを取り、リリーフでの奪三振率は10.61を記録した。変化球を投げる際は、直球にかけられるバックスピンとは逆のトップスピンをかけることを心掛けていた。
制球力に定評があり、先発として起用されるようになった2011年からは通算与四球率2.06を記録している。コーナーをつく投球のため、リリーフとして起用された2010年までは与四球率3.11と四球が多かったが、逆球率は5パーセント弱と低かった。選手からも制球力の評価が高く、今江敏晃は「攝津さんってコントロールムチャクチャいいんですよ。テンポもいいしテイクバックが極端に小さいからタイミングが取りづらい。」と話し、ブライアン・ファルケンボーグやD.J.ホールトンからも高く評価され、山田大樹は攝津のシンカーの握りをまねし、落ちる球を会得、さらにはソフトバンク球団会長の王貞治をして「メジャーでも即通用する投手」として名を挙げられた。2011年以降に放送されている、『プロ野球選手100人が選んだ「この選手がすごい!コントロール部門」』では2011年の3位入賞から4年連続でトップ5入りを果たしたほか、栗山巧は摂津が引退した2018年度放送回まで8年間連続で摂津に投票し続けた。
チームメイトであった鶴岡慎也は引退後に、その時その時の電光掲示板の表示を細かく区切って目印にするなど、サインの出し方が難しかったと証言しており、攝津のその隙の無さから「彼の方が後輩ですけど、先輩と組むぐらいの緊張感を持って組んでました」と振り返っている。
登板した際は、投球練習を終えた後、センター方向の旗を見て小さく数回ジャンプするという行動を行っている。本人曰く「気持ちをリセットして、さあやるぞっていう自分への合図みたいなもの」だという。
西武ドームを得意としており、2014年に1度負けているもののほとんど勝利を収めている。
社会人時代4年目に無駄な動きを極力なくした投球フォームに改造し、これが現在のテイクバックの小さいフォームの基礎になっている。
山本昌とは変化球の投げ方、投球フォームについての持論など、投球論がいくつか一致している。

## 人物
愛称は「セッツ様」、「せっつん」など。
「平常心」が座右の銘であり、ピンチにも動じない投球を見せる。
趣味は魚釣り。
元プロサッカー選手の摂津颯登とは血縁関係がある（〈颯登から見て〉「父方の祖父のいとこの孫」）。

## 詳細情報

### 年度別投手成績
| 年 度      | 球 団        | 登 板 | 先 発 | 完 投 | 完 封 | 無 四 球 | 勝 利 | 敗 戦 | セ 丨 ブ | ホ 丨 ル ド | 勝 率 | 打 者 | 投 球 回 | 被 安 打 | 被 本 塁 打 | 与 四 球 | 敬 遠 | 与 死 球 | 奪 三 振 | 暴 投 | ボ 丨 ク | 失 点 | 自 責 点 | 防 御 率 | W H I P |
| ---------- | ------------ | ----- | ----- | ----- | ----- | -------- | ----- | ----- | -------- | ----------- | ----- | ----- | -------- | -------- | ----------- | -------- | ----- | -------- | -------- | ----- | -------- | ----- | -------- | -------- | ------- |
| 2009       | ソフトバンク | 70    | 0     | 0     | 0     | 0        | 5     | 2     | 0        | 34          | .714  | 321   | 79.2     | 51       | 3           | 35       | 2     | 1        | 102      | 3     | 0        | 13    | 13       | 1.47     | 1.08    |
| 2010       | ソフトバンク | 71    | 0     | 0     | 0     | 0        | 4     | 3     | 1        | 38          | .571  | 315   | 82.1     | 52       | 3           | 21       | 2     | 5        | 89       | 1     | 0        | 23    | 21       | 2.30     | 0.89    |
| 2011       | ソフトバンク | 26    | 26    | 3     | 1     | 0        | 14    | 8     | 0        | 0           | .636  | 699   | 177.2    | 148      | 10          | 31       | 1     | 6        | 150      | 2     | 0        | 57    | 55       | 2.79     | 1.01    |
| 2012       | ソフトバンク | 27    | 27    | 3     | 2     | 1        | 17    | 5     | 0        | 0           | .773  | 770   | 193.1    | 148      | 8           | 54       | 0     | 2        | 153      | 1     | 0        | 46    | 41       | 1.91     | 1.04    |
| 2013       | ソフトバンク | 25    | 25    | 3     | 1     | 1        | 15    | 8     | 0        | 0           | .652  | 662   | 162.1    | 138      | 11          | 42       | 0     | 8        | 146      | 3     | 0        | 68    | 55       | 3.05     | 1.11    |
| 2014       | ソフトバンク | 22    | 22    | 1     | 0     | 0        | 10    | 8     | 0        | 0           | .556  | 576   | 134.0    | 113      | 10          | 59       | 0     | 8        | 85       | 3     | 0        | 63    | 58       | 3.90     | 1.28    |
| 2015       | ソフトバンク | 20    | 20    | 2     | 0     | 1        | 10    | 7     | 0        | 0           | .588  | 566   | 134.0    | 130      | 14          | 45       | 0     | 4        | 92       | 1     | 0        | 61    | 48       | 3.22     | 1.31    |
| 2016       | ソフトバンク | 7     | 7     | 0     | 0     | 0        | 2     | 2     | 0        | 0           | .500  | 164   | 37.0     | 42       | 3           | 13       | 0     | 3        | 21       | 1     | 0        | 24    | 23       | 5.59     | 1.49    |
| 2017       | ソフトバンク | 7     | 6     | 1     | 0     | 0        | 0     | 2     | 0        | 1           | .000  | 147   | 33.2     | 37       | 2           | 12       | 0     | 1        | 21       | 0     | 0        | 21    | 21       | 5.61     | 1.46    |
| 2018       | ソフトバンク | 7     | 7     | 0     | 0     | 0        | 2     | 4     | 0        | 0           | .333  | 134   | 29.2     | 28       | 7           | 18       | 0     | 1        | 23       | 0     | 0        | 19    | 17       | 5.16     | 1.55    |
| 通算：10年 | 通算：10年   | 282   | 140   | 13    | 4     | 3        | 79    | 49    | 1        | 73          | .617  | 4354  | 1063.2   | 887      | 71          | 330      | 5     | 39       | 882      | 15    | 0        | 395   | 352      | 2.98     | 1.14    |

- 各年度の太字はリーグ最高

### WBCでの投手成績
| 年 度 | 代 表 | 登 板 | 先 発 | 勝 利 | 敗 戦 | セ ｜ ブ | 打 者 | 投 球 回 | 被 安 打 | 被 本 塁 打 | 与 四 球 | 敬 遠 | 与 死 球 | 奪 三 振 | 暴 投 | ボ ｜ ク | 失 点 | 自 責 点 | 防 御 率 |
| ----- | ----- | ----- | ----- | ----- | ----- | -------- | ----- | -------- | -------- | ----------- | -------- | ----- | -------- | -------- | ----- | -------- | ----- | -------- | -------- |
| 2013  | 日本  | 3     | 0     | 1     | 0     | 0        | 24    | 6.0      | 5        | 0           | 1        | 0     | 0        | 8        | 0     | 0        | 2     | 2        | 3.00     |

### 年度別投手成績所属リーグ内順位
| 年 度 | 年 齢 | リ ｜ グ   | 勝 利 | 勝 率 | セ ｜ ブ | ホ ｜ ル ド | 奪 三 振 | 防 御 率 |
| ----- | ----- | ---------- | ----- | ----- | -------- | ----------- | -------- | -------- |
| 2009  | 27    | パ・リーグ | -     | -     | -        | 1位         | -        | -        |
| 2010  | 28    | パ・リーグ | -     | -     | 2位      | -           | -        | -        |
| 2011  | 29    | パ・リーグ | 5位   | -     | -        | -           | 6位      | 9位      |
| 2012  | 30    | パ・リーグ | 1位   | 1位   | -        | -           | 3位      | 3位      |
| 2013  | 31    | パ・リーグ | 2位   | -     | -        | -           | 3位      | 4位      |
| 2014  | 32    | パ・リーグ | 9位   | -     | -        | -           | -        | -        |
| 2015  | 33    | パ・リーグ | 10位  | -     | -        | -           | -        | -        |
| 2016  | 34    | パ・リーグ | -     | -     | -        | -           | -        | -        |
| 2017  | 35    | パ・リーグ | -     | -     | -        | -           | -        | -        |
| 2018  | 36    | パ・リーグ | -     | -     | -        | -           | -        | -        |

- - は10位未満（防御率における規定投球回未達も - と表記）
- 太字は規定投球回到達年度、年齢背景色金色は沢村栄治賞受賞年齢

### タイトル
- 最多勝利：1回（2012年）
- 最高勝率：1回（2012年） ※最優秀投手として表彰
- 最優秀中継ぎ投手：2回（2009年、2010年）※2年連続は最長タイ記録[注 1]、新人からの2年連続受賞は他に岩瀬仁紀のみ

### 表彰
- 沢村栄治賞：1回（2012年）
  - 沢村賞と最優秀中継ぎ賞の両方を受賞した投手は2023年現在攝津のみ
- 新人王（2009年） ※最優秀中継ぎ投手との同時受賞は史上初[65]
- 2009ゴールデン・ルーキー賞（2009年）
- 日本プロスポーツ大賞最高新人賞（2009年）
- 最優秀投手：1回（2012年）
- ヤナセ・福岡ソフトバンクホークスMVP賞：1回（2009年）[66]

### 記録
初記録
投手記録
- 初登板・初ホールド：2009年4月5日、対オリックス・バファローズ3回戦（福岡Yahoo! JAPANドーム）、8回表二死に2番手で救援登板、1回1/3を無失点
- 初奪三振：2009年4月9日、対東北楽天ゴールデンイーグルス3回戦（クリネックススタジアム宮城）、8回裏に中村紀洋から空振り三振
- 初勝利：2009年5月8日、対埼玉西武ライオンズ7回戦（福岡Yahoo! JAPANドーム）、7回表二死に2番手で救援登板・完了、1回1/3を無失点
- 初セーブ：2010年9月5日、対オリックス・バファローズ24回戦（スカイマークスタジアム）、10回裏無死から6番手で救援登板・完了、1回無失点
- 初先発：2011年4月16日、対埼玉西武ライオンズ2回戦（福岡Yahoo! JAPANドーム）、4回1/3を8失点で敗戦投手
- 初先発勝利：2011年4月24日、対千葉ロッテマリーンズ2回戦（藤崎台県営野球場）、8回3失点6奪三振
- 初完投・初完封勝利：2011年6月5日、対広島東洋カープ3回戦（MAZDA Zoom-Zoom スタジアム広島）、8奪三振

打撃記録
- 初打点：2011年6月19日、対横浜ベイスターズ4回戦（横浜スタジアム）、4回表に須田幸太から遊撃ゴロの間に記録
- 初安打：2014年6月4日、対読売ジャイアンツ2回戦（福岡ヤフオク!ドーム）、4回裏に福田聡志から遊撃内野安打

節目の記録
- 1000投球回：2016年9月26日、対千葉ロッテマリーンズ23回戦（QVCマリンフィールド）、6回裏一死目にアルフレド・デスパイネから遊邪飛で達成 ※史上345人目

その他の記録
- オールスターゲーム出場：2回（2009年、2011年）
- 開幕投手：5回（2012年 ‐ 2016年）

### 背番号
- 50（2009年 - 2018年）

### 登場曲
- 「ギフト」ET-KING (2009年 - 2010年)
- 「ギフト(攝津オリジナルVer.)」ET-KING (2011年 - 2012年)
- 「Sugoi Indeed」Electric Eel Shock (2012年9月17日のみ)
- 「Strong Island」餓鬼レンジャー feat. RYO the SKYWALKER (2013年 - 2014年、2016年 - )
- 「Mr.S -SAITEI DE SAIKOU NO OTOKO-」SMAP（2015年）

### 代表歴
- 第37回IBAFワールドカップ日本代表
- 2013 ワールド・ベースボール・クラシック日本代表

## 出演情報

### バラエティ
- 秘密のケンミンSHOW（2013年2月7日、読売テレビ）
- 城島健司のJ的な釣りテレビ（2013年1月3日、RKB毎日放送）
- 本流のライセンス（2013年2月11日、釣りビジョン）[68]
- 人生が変わる1分間の深イイ話（2021年8月30日、日本テレビ）[69]

### ラジオ
- 攝津正のつりごはん（2019年4月7日 - 、RKBラジオ）
- Changeの瞬間 〜がんサバイバーストーリー〜（2022年1月16日・23日、朝日放送ラジオ）[70]

### CM
- ベスト電器「お立ち台篇」（2010年4月 - ）